# Халброр кућа
Халброр кућа се налази у Суботици, у улици Корзо број 9, подигнута око 1890. године и представља непокретно културно добро као  споменик културе.
Пројекат за једноспратну најамну палату је урадио Геза Коцка (Kocka Géza), за тада богату породицу Халброр (Halbrohr), као складан објекат ренесансних линија на декоративним елементима класицизма.
фасада је од фуговане опеке са четири ренесансна портала са прозорима. Полукружно засведени прозор усадио је у античку композицију сачињену од ивичних пиластара са јонским капителима који подупиру дискретно профилисан архитрав са класичном формом тимпанона. Мало наглашен средишњи ризалит у којем су биле смештене просторије „салона” карактерише балкон који се протеже испред оба портала, а почива на четири декоративно урађене конзоле. Низ балустрада чини ограду овог балкона. Посебни акценти ове складне фасаде су држачи заставе у сазвучју кованог гвожђа и опеке. Поткровни део почиње профилисаним венцем, који се наставља у раван фриз. На местима изнад тимпанона на фризу су постављене касете. Горњом ивицом фриза пролази зупчасти низ, а сам кровни део носе густо постављене флоралне конзоле.